# Opéra de Toulon
L'opéra de Toulon est un bâtiment spécialement conçu pour la représentation des opéras. Il est situé dans le centre-ville de la ville de Toulon en France.
Cet opéra fait l’objet d’une inscription au titre des monuments historiques depuis le 2 décembre 1988.

## Historique
Depuis 1770, la ville de Toulon disposait de la Salle de la Comédie, un outil qui deviendra presque centenaire mais très vétuste, exigu et inconfortable selon les dires de la bonne société toulonnaise. L’agrandissement de la ville décrété en 1853 et le report de ses remparts plus au nord de la ville rend possible la construction d’une nouvelle salle. 
Après deux ans de travaux commencés le 5 mars 1860 sur les plans de l'architecte Léon Feuchère, largement remaniés par Charpentier, l'opéra de Toulon sera inauguré le 1er octobre 1862 soit treize ans avant l’Opéra Garnier (Paris qui disposait de salles antérieurement à la construction de ce dernier, notamment l'opéra Le Peletier).

## La gestion de l'opéra de Toulon
Depuis le 1er janvier 2003, la Métropole Toulon Provence Méditerranée assure la gestion de l'opéra.

## Architecture et bâtiment
Ce bâtiment imposant qui constitue l'un des plus importants opéras de province se situe au cœur de la ville de Toulon. Il possède deux entrées, la première, ouverte aux spectateurs durant les spectacles, sur la place Victor Hugo (place du Théâtre), la seconde, située au nord, s'ouvrant sur l'artère principale de Toulon, le boulevard de Strasbourg. La façade nord est décorée de six statues réalisées par le sculpteur toulonnais Pierre-Marius Montagne représentant de gauche à droite les six muses suivantes : Euterpe, Terpsichore, Melpomène, Thalie, Calliope et Polymnie.
Cet édifice qui représente un exemple de l'architecture néo-classique avec ses arcs en plein cintre, ses colonnes grises et roses ainsi que son fronton, occupe une surface au sol de près de 2000m2. 
L'opéra de Toulon peut accueillir jusqu'à 1 329 spectateurs assis. Jouissant d'une acoustique exceptionnelle, ce lieu culturel accueille chaque année plus de 50 000 personnes.
L’opéra de Toulon aurait la scène la plus en pente de France avec un dénivelé de 7%, ce qui donne une impression de profondeur, une meilleure visibilité pour tous les spectateurs mais peut s’avérer être également une contrainte pour danseurs et comédiens se produisant.

## Anecdote
L'opéra de Toulon servit de cadre au tournage du film de Georges Combret La Malédiction de Belphégor en 1966. En 1994, quelques scènes de la saga d'été, Les Yeux d'Hélène y ont également été tournées.

### Sources
- Du Grand-Théâtre à l'Opéra de Toulon, Académie du Var, sous la direction de Jacques Kerigny, 160 p., Éditions Privat, 2012  (ISBN 978-2-7089-5908-8)